# Balasan

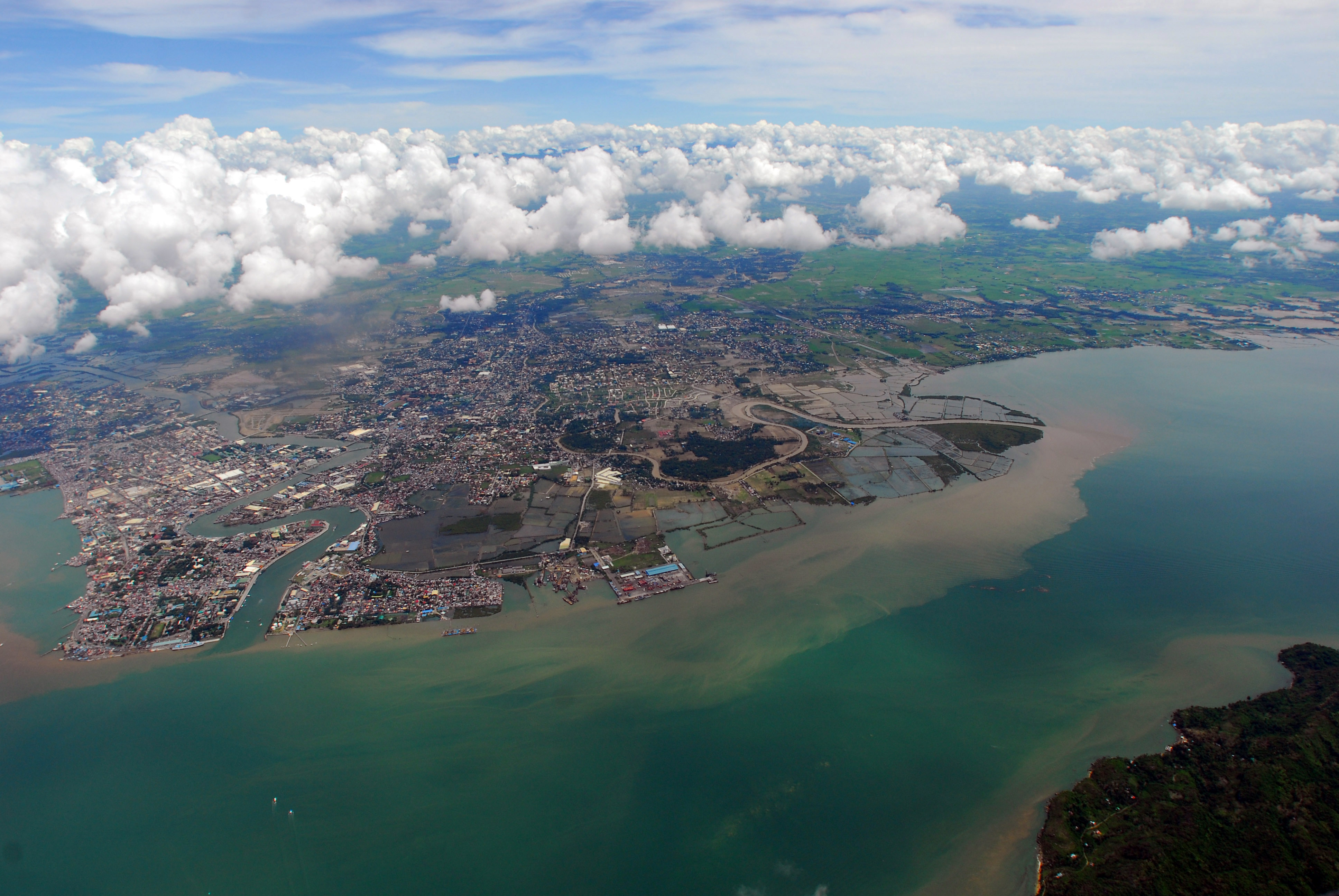
Balasan

Balasan est une municipalité de la province d'Iloilo, aux Philippines.